# Janine Adomeit
Janine Adomeit (* 1983 in Köln) ist eine deutsche Schriftstellerin. Adomeit lebt in Flensburg.

## Leben
Sie studierte Literaturwissenschaft und Sprachwissenschaft an der Ludwig-Maximilians-Universität München und lebt in Flensburg. 2018 war sie Finalistin beim Literaturpreis Wartholz. Ihren Debütroman "Vom Versuch, einen silbernen Aal zu fangen" veröffentlichte sie 2021 bei der dtv Verlagsgesellschaft. In ihrem zweiten Roman "Die erste halbe Stunde im Paradies" (Arche Verlag, 2025) befasst sie sich mit Young Carers.
Janine Adomeit arbeitete zunächst journalistisch u. a. für die Süddeutsche Zeitung. Aktuell ist sie Kolumnistin und freie Schriftstellerin.

## Werke (Auszug)

### Romane
- 2021: Vom Versuch, einen silbernen Aal zu fangen, dtv, München, ISBN 978-3-423-28296-3
- 2025: Die erste halbe Stunde im Paradies, Arche Literatur Verlag, Zürich, ISBN 978-3-03790-157-1

### Kurzgeschichten, Miszellen
- 2008: Unvorhersehbarkeiten (Auszüge), Roman, 185. Ausgabe der Sprache im technischen Zeitalter
- 2014: Tagediebe, Kurzgeschichte, Band zum 25. Würth-Literaturpreis
- 2017: Die Grönländerin, Kurzgeschichte, 23. Ausgabe Poet Magazin[11]
- 2019: Die Vögel sind schuld, Kurzgeschichte,  BELLA triste 54
- 2021: Der Konjunktiv, Stoffe-Sammlung Literarisches Colloquium Berlin

## Auszeichnungen / Stipendien
- 2007 Stipendium des Literarischen Colloquiums Berlin und Teilnahme an der Autorenwerkstatt Prosa[12]
- 2009 Leonhard und Ida Wolf-Gedächtnispreis
- 2020 Arbeitsstipendium der Kulturstiftung des Landes Schleswig-Holstein[13]
- 2022 Debütpreis „Debüt des Jahres“ des Literaturwerks Rheinland-Pfalz/Saar[14]